# Рік Янг
Рік Янг (ім'я при народженні — Wing-Wah Yung) — британський актор. Народився в Куала-Лумпурі у 1944 році. Він навчався акторському ремеслу в Королівській академії драматичного мистецтва, а потім переїхав до Лос-Анджелеса вчитись акторству у Шеллі Вінтерс та Лі Страсберга. Відомий за ролями китайського агента у фільмі про Джеймса Бонда «Живеш тільки двічі», Као Кана у фільмі Стівена Спілберга «Індіана Джонс і Храм Долі», містер Ченга у серіалі «Найтмен» та доктора Чжана Лі у телесеріалі «Шпигунка».

## Кар'єра

### Актор
У 12 років Янг брав участь у радіоефірах у Куала-Лумпурі. Коли він переїхав до Великої Юританії в 1958 році, його познайомили з американським продюсером театру та кіно Майком Тоддом. Тоді Рік отримав невелику роль у фільмі «Шинок шостого щастя» . Після цього, він на п'ять місяців переїхав до Італії, де грав в кіно та на телебаченні. Повернувшись до Великої Британії, він знімався у британських телесеріалах під ім'ям Ерік Янг у 1960-х і 1970-х.: Святий , The Avengers, Blake's 7, The Tomorrow People, Somerset Maugham Hour, The Champions, Danger Man, The Chinese Puzzle, Are You Being Served? та Room Service.
Серед його найвідоміших ролей: Као Кан в «Індіана Джонс і Храм Долі», батько Брюса Лі у «Дракон: Історія Брюса Лі» (1993), Мао Цзедун у «Ніксоні» , генерал Чанг Цзін Ву у фільмі «Сім років у Тибеті» , містер Квай у «Перевізнику» та Генрі Лі у «Корупціонер» (1999). Він один з небагатьох, хто виступав як в оригінальних версіях серіалу «Святий» (1964), «Гаваї 5.0» (1976), так і в їх ремейках: «Повернення святого» (1978) та " «Гаваї 5.0» (2010).

### Продюсер
Янг спродюсував два проекти: поновметражний фільм «Паранормальна активність» та короткометражку «Ой Вей!».

## Інше
Крім акторства та продюсування, Янг також викладає акторську майстерність.

## Фільмографія
Кіно
- 1958 — «Шинок шостого щастя»
- 1958 — «Rascel marine»
- 1961 — «Терор таємного товариства»
- 1961 — «The Sinister Man»
- 1962 — «Satan Never Sleeps» (в титрах не вказаний)
- 1965 — «Lord Jim»
- 1965 — «Обличчя Фу Манчу»
- 1966 — «Вторгнення»
- 1966 — «Наречені Фу Манчу»
- 1967 — «Живешь тільки двічі»
- 1967 — «Pretty Polly»
- 1969 — «The Chairman»
- 1974 — «Sex Play»
- 1983 — «High Road to China»
- 1984 — «Індіана Джонс і Храм Долі»
- 1984 — «Success Is the Best Revenge»
- 1987 — «Ping Pong»
- 1987 — «Drachenfutter»
- 1987 — «Останній імператор»
- 1988 — «Keys to Freedom»
- 1993 — «Кіборг 2: Скляна тінь»
- 1993 — «Дракон: Історія Брюса Лі»
- 1995 — «Ніксон»
- 1997 — «Booty Call»
- 1997 — «Сім років у Тибеті»
- 1999 — «Корупціонер»
- 2000 — «Chain of Command»
- 2001 — «Kiss of the Dragon»
- 2002 — «Long Life, Happiness & Prosperity»
- 2002 — «Перевізник»
- 2004 — «Mickey»
- 2007 — «Гангстер»
- 2010 — «The 41-Year-Old Virgin Who Knocked Up Sarah Marshall and Felt Superbad About It»
- 2012 — «Getting Back to Zero»

Телебачення
- 1959 — «The Voodoo Factor»
- 1960 — «Somerset Maugham Hour»
- 1960 — «The Odd Man»
- 1960—1961 — «Danger Man»
- 1961 — «The Avengers»
- 1961 — «Ghost Squad»
- 1962 — «The River Flows East»
- 1962 — «Man of the World»
- 1963 — «Zero One»
- 1963 — «Ghost Squad»
- 1963 — «Espionage»
- 1964 — «Святий»
- 1966 — «Out of the Unknown»
- 1968 — «The Champions»
- 1969 — «Strange Report»
- 1969 — «Doctor in the House»
- 1969—1970 — «W. Somerset Maugham»
- 1970 — «The Troubleshooters»
- 1972 — «Jason King»
- 1972 — «Doctor in Charge»
- 1972 — «The Onedin Line»
- 1974 — «Bless This House»
- 1974 — «The Tomorrow People»
- 1974 — «ITV Playhouse»
- 1974 — «Microbes and Men»
- 1974 — «The Chinese Puzzle»
- 1975 — «Are You Being Served?»
- 1976 — «The XYY Man»
- 1976 — «Гаваї 5.0»
- 1977 — «Crown Court»
- 1978 — «Gangsters»
- 1978 — «The Doombolt Chase»
- 1978 — «Повернення святого»
- 1978 — «The Upchat Connection»
- 1979 — «Room Service»
- 1980 — «Blake's 7»
- 1980 — «Spearhead»
- 1981 — «Tenko»
- 1983 — «Reilly: Ace of Spies»
- 1984 — «The Brief»
- 1988 — «Noble House»
- 1989 — «Booker»
- 1995 — «Signs and Wonders»
- 1997—1998 — «Найтмен»
- 2001—2004 — «Псевдонім»
- 2005 — «Commander in Chief»
- 2010 — «Гаваї 5.0»